# Замок Доксапатрі
Замок Доксапатрі або Докса Патрі  (грец. Κάστρο του Δοξαπατρή)  — візантійський замок в Ахаї поблизу села Скіадас на кордоні номів Ахая та Еліда на південно-західному кінці гори Еримантоса, Пелопоннес, Греція.   

## Історія
Вважається, що назва замку походить від візантійського полководця Доксапатріса, який володів регіоном у 1204 році під час протидії франкам. Він також відомий як Сгарціко (грец. Σγάρτσικο), Гарцико (грец. Γκάρτσικο), замок Скіада (грец. Κάστρο του Σκιαδά) та Калапітарі (грец. Καλαπιτάρι).
В офіційних джерелах замок згадується після 1463 року.

## Розташування
Він побудований на вершині лісистого пагорба, що називається Сгарціко, поруч із річкою Пініос. Він побудований на місці стародавнього укріплення, закинутого на початку першого тисячоліття нашої ери, яке далі використовували та зміцнювали візантійці та франки. Поруч знайдені руїни 47 старовинних будівель. Поблизу також розташовані замки Окія і Святої Трійці.

## Архітектура
Руїни замку датуються двома періодами, один з яких давній, а другий — середньовіччя. Давні украплення складалися зі стіни, яка опоясувала пагорб, і укріпленого акрополя, а загалом укріплена місцевість займала площу 300х100 м. 
Древня стіна побудована з великих кам'яних блоків. Натомість середньовічна стіна збудована з менших каменів з додаванням зміцнювального розчину та цегли. Збереглися руїни башти, яка мала щонайменше три поверхи, була побудована з того самого матеріалу, що й інші середньовічні стіни. Ймовірно, башту використовували й після занепаду замку як сторожову вежу. 
У замку збереглися руїни муру, цистерни для води (в північній та південно-західній частині стіни), руїни церкви у формі купольної однонавної базиліки (південно-східна частина укріплень) та руїни каплиці, розташованої поза стінами. 
Більшість руїн з 47 будинків (площею 5х10 м) розташовувались окремо один від одного, але частина з них примикала до стін замку. 
Пам'ятку розграбовано в 1980-х і 1990-х роках. Її також досліджували в межах проєкту Морея 1990-х років або програми MARWP (Археологічні дослідження Міннесоти на Західному Пелопоннесі).

## Див також
- Фортеця Патр
- Форт Діми